# Fabricio Nieva
Fabricio Nieva, född 30 juli 1974, är en argentinsk-svensk boxare som representerade Argentina i lättvikt i Olympiska spelen 1996 i Atlanta. Han tog även brons i VM 1998 för Argentina. Innan dess hade han tagit SM-guld 1993 i bantamvikt och i flugvikt 1995. Han växte upp på Hisingen där han boxades för Hisingens boxningsklubb och flyttade senare till Stockholm där han boxades för Narva boxningsklubb. Idag är han tränare i Argentina. Han är bror till boxaren Santiago Nieva, som idag är tränare för Indiens boxningslandslag.